# Мітюков Ігор Олександрович
Ігор Олександрович Мітюков (нар. 27 вересня 1952 в Києві) — український політичний та громадський діяч, економіст і фінансист. Має ранг Надзвичайного і Повноважного Посла України. Міністр фінансів України (1997—2001). З березня 2023 року — член наглядової ради «Укрпошти». 

## Життєпис
Народився 27 вересня 1952 року в Києві. Батько — історик, архівіст Олександр Мітюков (1923—2011). Мати — фольклористка, слов'янознавиця Вікторія Юзвенко (1924—2015).
Закінчив факультет кібернетики у Київському державному університеті ім. Т.Шевченка за спеціальністю економічна кібернетика. Має ступінь кандидата економічних наук (1985).
У 1975—1990 рр. — аспірант, науковий працівник Інституту економіки Академії наук УРСР.
На початку 1990-х рр. обіймав різні посади в Акціонерному сільськогосподарсько-промисловому банку «Україна». 1992 року призначений заступником голови правління банку.
З лютого 1994 року працював у Національному банку України на посаді заступника голови.
У вересні 1994 року призначений віцепрем'єр-міністром України з питань фінансової та банківської діяльності.
У 1995—1997 рр. працював у Брюсселі спеціальним представником уряду України при Європейському Союзі з повноваженнями віце-прем'єра.
У 1997—2001 рр. працював міністром фінансів України.
Впродовж 2002—2005 рр. обіймав посаду Надзвичайного та Повноважного Посла України в Об'єднаному Королівстві Великої Британії та Північної Ірландії, а також представляв Україну у Міжнародній морській організації.
З березня 2008 року очолював створене українське представництво американського інвестиційного банку «Morgan Stanley».
Голова наглядової ради «Національний депозитарій України» (2017-2020). 
Незалежний член наглядової ради АТ “Ощадбанк” (2019-2020). 
Член наглядової ради «Укрпошти» (з березня 2023 року). 
Поєднує професійну діяльність із громадською роботою. З червня 2002 року виконує обов'язки президента Федерації лижного спорту України [Архівовано 2 лютого 2010 у Wayback Machine.]; очолює організаційний комітет вітрильної регати «Кубок Вадима Гетьмана» [Архівовано 5 квітня 2007 у Wayback Machine.] та Фонд сприяння розвитку Національного художнього музею України. У 2002 році заснував і очолив громадську організацію «Інститут фінансової політики».

## Державні нагороди
- Орден «За заслуги» II ст. (27 вересня 2012) — за значний особистий внесок у розвиток вітчизняної фінансової системи, багаторічну плідну працю та високий професіоналізм[12]
- Орден «За заслуги» III ст. (1 вересня 1999) — за значні особисті заслуги у державному будівництві України[13]